# Clintwood
Clintwood es una localidad del Condado de Dickenson, Virginia, Estados Unidos. Según el censo de 2000 tenía una población de 1.549 habitantes y una densidad de población de 313.1 hab/km².

## Demografía
Según el censo de 2000, había 1.549 personas, 672 hogares y 426 familias residiendo en la localidad. La densidad de población era de 313,1 hab./km². Había 756 viviendas con una densidad media de 152,8 viviendas/km². El 98,52% de los habitantes eran blancos, el 0,19% afroamericanos, el 0,19% amerindios, el 0,13% asiáticos y el 0,97% pertenecía a dos o más razas. El 0,52% de la población eran hispanos o latinos de cualquier raza.
Según el censo, de los 672 hogares en el 21,9% había menores de 18 años, el 44,8% pertenecía a parejas casadas, el 15,5% tenía a una mujer como cabeza de familia y el 36,5% no eran familias. El 33,8% de los hogares estaba compuesto por un único individuo y el 17,7% pertenecía a alguien mayor de 65 años viviendo solo. El tamaño promedio de los hogares era de 2,10 personas y el de las familias de 2,65.
La población estaba distribuida en un 16,5% de habitantes menores de 18 años, un 8,3% entre 18 y 24 años, un 23,2% de 25 a 44, un 27,8% de 45 a 64 y un 24,3% de 65 años o mayores. La media de edad era 46 años. Por cada 100 mujeres había 84,4 hombres. Por cada 100 mujeres de 18 años o más, había 81,5 hombres.
Los ingresos medios por hogar en la localidad eran de 22.663 dólares ($) y los ingresos medios por familia eran 30.833 $. Los hombres tenían unos ingresos medios de 29.844 $ frente a los 21.250 $ para las mujeres. La renta per cápita para la ciudad era de 16.323 $. El 21,6% de la población y el 16,0% de las familias estaban por debajo del umbral de pobreza. El 30,5% de los menores de 18 años y el 16,7% de los habitantes de 65 años o más vivían por debajo del umbral de pobreza.

## Geografía
Según la Oficina del Censo de los Estados Unidos, la localidad tiene un área total de 4,9 km², todos ellos correspondientes a tierra firme.